# Linares de Bricia
Linares de Bricia ist ein spanischer Ort in der Provinz Burgos der Autonomen Gemeinschaft Kastilien und León. Der Ort gehört zur Gemeinde Alfoz de Bricia. Linares de Bricia ist über die Straße BU-V-611 zu erreichen.

## Sehenswürdigkeiten
- Kirche San Antonio de Padua
- Waschhaus
- Granja de la Lastra de Bricia